# Дуванка (Богодухівський район)
Дува́нка — село в Україні, у Золочівській громаді Богодухівського району Харківської області. Населення становить 28 осіб.
Село постраждало внаслідок геноциду українського народу, вчиненого урядом СССР у 1932—1933 роках, кількість встановлених жертв у Макаровому, Світличному, Дуванці, Соснівці — 43 людей.

## Географія
Село Дуванка знаходиться за 2 км від села Світличне, за 3 км від села Зрубанка, за 5 км від смт Золочів. У селі бере початок Балка Дуванка.

## Історія
12 червня 2020 року, розпорядженням Кабінету Міністрів України № 725-р «Про визначення адміністративних центрів та затвердження територій територіальних громад Харківської області», увійшло до складу Золочівської селищної громади.
19 липня 2020 року, в результаті адміністративно-територіальної реформи та ліквідації Золочівського району, село увійшло до складу Богодухівського району.

## Також
- Перелік населених пунктів, що постраждали від Голодомору 1932-1933, Харківська область